# Müller (Beruf)

Zunftwappen der Müller

Als Müller wird der Handwerksberuf bezeichnet, dem die (häufig industrielle) Herstellung von Mehl oder Gewürzen, Pflanzenöl oder auch Futtermitteln obliegt. Daneben nennt man den Besitzer oder Betreiber einer Mühle Müller, auch wenn diese Mühle heute kein klassisches Müllerhandwerk mehr betreibt. Zugleich ist Müller auch der häufigste Familienname des deutschen Sprachraumes.

## Berufsbezeichnung
Die Berufsbezeichnung wurde mehrfach den Erfordernissen der Praxis angepasst. Die aktuelle offizielle Berufsbezeichnung in Deutschland wurde am 3. Mai 2017 im Bundesgesetzblatt veröffentlicht und lautet seitdem: Verfahrenstechnologe/technologin Mühlen- und Getreidewirtschaft.
Die zuständigen Berufsverbände waren zu der Überzeugung gekommen, dass die alte Berufsbezeichnung „Müller“ die heutigen technologischen Anforderungen des Berufes nicht mehr widerspiegelt, und strebten mit der Reform der Ausbildungsordnung auch eine Namensänderung an. So sollte der Beruf fortan nur noch „Verfahrenstechnologe/Verfahrenstechnologin Mühlen- und Getreidewirtschaft“ heißen. Jeder, der bisher die Gesellen- oder Meisterprüfung als Müller abgeschlossen hat, darf sich weiterhin so nennen.

## Berufsbild
Waren es in der Vergangenheit eher traditionsreiche alte Handwerksbetriebe, die Mühlen betrieben, so sind es mittlerweile überwiegend Industriebetriebe. Im Wirtschaftsjahr 2011/12 gab es in Deutschland noch 260 Getreidemühlen, die mehr als 500 t Getreide im Jahr vermahlen. Sieben Betriebe davon haben 200.000 t Getreide pro Jahr oder mehr vermahlen. 61 große Mühlen mit einer Jahresvermahlung von 25.000 t und mehr haben einen Anteil an der Gesamtvermarktung von 84,9 %. Die laut Verband Deutscher Mühlen zwischen 199 und 272 kleineren Mühlen mit einer Jahresvermahlung zwischen 500 und 25.000 t besitzen einen Marktanteil von 15,1 %. Das Mehl wird von Müllern in Silofahrzeugen transportiert und mit Druckluft in die Bäcker-Silos geblasen.
Müller produzieren:
- in einer Futtermühle aus pflanzlichen, tierischen und mineralischen Grundstoffen Mischfutter für Nutz-, Heim-, Zootiere und Wild
- in einer Getreidemühle aus Weizen, Roggen und seltener aus Dinkel u. a. Schrot, Grieß, Dunst und Mehl sowie Kleie
- in einer Gewürzmühle aus Gewürzsaaten, Kräutern und Mineralstoffen Gewürzpulver, Schrote, Blattverschnitt und gerebelte Gewürze
- in einer Ölmühle aus Raps, Sonnenblumen-, Soja- oder Leinsamen u. a. Speiseöl bzw. Biodiesel oder Industrieöl
- in einer Schälmühle aus Hafer, Gerste, Mais, Reis und Hirse u. a. Haferflocken, Grütze und Graupen.

Da die Arbeitsabläufe in Mühlen und Mischfutterbetrieben weitgehend technisiert worden sind, werden in der Müllerei nur wenige Arbeitskräfte gebraucht. Diese aber müssen gut ausgebildet sein, umfassende Fachkenntnisse mitbringen, es verstehen, sich neuen Anforderungen immer wieder anzupassen, kombinieren und schnell entscheiden können.
Die Mühlenbetriebe bilden insgesamt zu wenige Nachwuchskräfte aus. Die Arbeitsplatzsituation gestaltet sich für Müller sehr entspannt, die Arbeitslosenquote bei Müllern ist äußerst gering.

## Tätigkeitsbereiche
- An- und Verkauf
- Betriebslabor
- Produktion und deren Überwachung
- Rohstofferfassung und Lagerhaltung
- Rohstoffreinigung und Netzung
- Qualitätskontrolle
- Vertrieb

## Anforderungen
- Körperliche Belastungsfähigkeit
- Frei von Lebensmittelallergie
- Freude am Umgang mit Naturprodukten
- Technisches Verständnis (Interesse am Umgang mit Maschinen)
- Handwerkliches Geschick
- Interesse an Biologie, Chemie, Physik
- Räumliches und abstraktes Denken
- Gute Gesundheit (keine Mehlallergie, kein Asthma)
- Bereitschaft zu unregelmäßiger Arbeitszeit

## Ausbildung

### Deutschland
Die Lehrzeit beträgt für Müller 3 Jahre. Bei vorhandenem Realschulabschluss, Abitur oder bereits abgeschlossener Lehre kann sich die Ausbildungszeit bis auf 2 ½ bzw. 2 Jahre verkürzen. Die Berufsschule findet in Blockform statt. Die Unterrichtszeit beträgt ca. 12 Wochen/Jahr. Nach entsprechender Berufserfahrung kann die Meisterprüfung im Müllerhandwerk abgelegt werden.
Die Meisterschule in Stuttgart praktiziert seit 2007 eine eng aufeinander abgestimmte Kooperation mit der Schweizerischen Müllereifachschule St. Gallen. Durch beide jeweils fünfmonatigen Kurse können die Teilnehmer innerhalb von zehn Monaten zwei hochwertige Abschlüsse erreichen: den deutschen Meisterbrief und das Diplom als „Müllereitechniker SMS“. Der Besuch der Meisterschule kann bis zu einem Jahr auf die Fachschule für Lebensmitteltechnik angerechnet werden. Diese Regelung gilt für die Technikerausbildung in Baden-Württemberg. Die Technikerschule endet mit einer Abschlussprüfung, durch deren Bestehen die Berufsbezeichnung „Staatlich geprüfter Techniker/geprüfte Technikerin Fachrichtung Lebensmitteltechnik“ und die Fachhochschulreife erworben werden.
Eine andere Möglichkeit ist ein Studium in Braunschweig an der Deutschen Müllerschule Braunschweig (DMSB), einer 2-jährigen Fachschule -Technik-  (Technikerschule) in der Fachrichtung: „Mühlenbau, Getreide und Futtermitteltechnik“. Hier kann man den Abschluss als „Staatlich geprüfte(r) Techniker/-in“ in der genannten Fachrichtung erwerben. Eine Spezialisierung auf die Schwerpunkte „Anlagenbau“ oder „Verfahrenstechnik“ ist möglich, es können aber auch beide Schwerpunkte gleichzeitig belegt werden. Zusätzlich erwirbt man die Fachhochschulreife und ein Futtermittelzertifikat, das zur eigenverantwortlichen Leitung eines Mischfutterbetriebes berechtigt. Außerdem kann die Meisterprüfung im Müllerhandwerk vor der Handwerkskammer Braunschweig abgelegt werden. Der Technikerabschluss ersetzt hierbei den theoretischen Teil II der Prüfung. Die Studienzeit beträgt 4 Semester (2 Jahre), der Schulbesuch ist kostenlos.
Ebenfalls reformiert und am 30. März 2017 verabschiedet wurde der neue Rahmenlehrplan für die Berufsschulen in Deutschland.

### Österreich
In Österreich kann man den Beruf Müller/Müllerin durch eine Lehre oder durch eine entsprechende Berufsbildende Höhere Technische Lehranstalt erreichen. Der Lehrberuf heißt heute Verfahrenstechniker für die Getreidewirtschaft und teilt sich in drei spezialisierte Lehrgänge mit einer Lehrzeit von jeweils drei Jahren:
- Getreidemüller
- Futtermittelherstellung
- Backmittelherstellung

Je nach Schwerpunkt stellen die Verfahrenstechniker für die Getreidewirtschaft Backmittel, Futtermittel, Mehl oder Grieß her.
In Österreich gibt es zudem eine Privat-HTL in Wels in Oberösterreich. Nach fünf Jahren, die man mit der Matura abschließt, hat man eine Ausbildung als Müller, Bäcker, eine chemische Ausbildung als Laborant und Lebensmitteltechnologe. Es gibt auch eine einjährige Meisterschule für Bäcker, Müller und Konditoren.

### Schweiz
Die Ausbildung zum Müller EFZ dauert drei Jahre. Der Berufsschulunterricht erfolgt in Blockkursen.
Die beiden angebotenen Fachrichtungen sind Lebensmittel und Tiernahrung.

## Sozialgeschichte

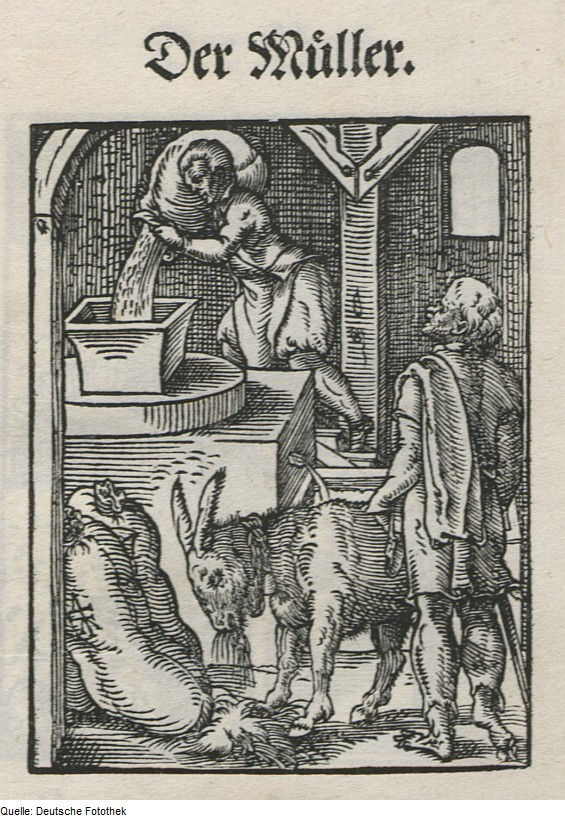
Müller bei der Arbeit, aus dem Ständebuch von Jost Amman, 1568

Im Mittelalter bis in die Frühe Neuzeit galt das Müllergewerbe als anrüchig und „ehrlos“. In der Frühen Neuzeit wurde es vielerorts zu den „unehrlichen“ Berufen gezählt. Oft wurden den Müllern Betrügereien nachgesagt, insbesondere in ihrem Kundenkreis, dem Bauernstand. So karikiert Geoffrey Chaucer im Prolog der Canterbury Tales einen Müller: „Ein Schwadronierer war er und Possenreisser, der alle üblen Schliche seines Handwerks kannte, der wohl wusste, wie man Korn unbemerkt beiseite schafft, wie man mit sicherer Hand den Wert des Korns bemisst und dann die Metzen dreimal nimmt.“ Solche „üblen Schliche“ werden dokumentiert in dem 1721 erschienenen Betrugs-Lexicon von Georg Paul Hönn, der detailliert an insgesamt 30 verschiedenen Fällen beschreibt, auf welche Art und Weise die einzelnen Betrügereien von Müllern angeblich durchgeführt werden. Einige Beispiele:
- Wenn sie an verborgenen und bedeckten Orthen heimliche Neben-Beutel führen, wodurch das Meel auf die Seiten, in ihre Diebs-Löcher fället.
- Wenn sie unvermercket zweyerley Gemäß führen, ein grosses zum Einnehmen und ein kleines zum Ausgeben.
- Wenn sie bey der Unruhe derer Mühl-Beutel inwendig in den Meel-Kasten doppelte Bretter oder Böden machen, worinnen sich das Mehl verbergen kan.
- Wenn sie ihre Hünner, Tauben, und Schweine, so in die Mühl kommen, in fremden Getreid Herr seyn lassen.

Dennoch waren die Müller aufgrund ihrer technischen Kenntnisse unverzichtbar und im konkreten Fall gelang es ihnen in der Regel, durch die Obrigkeit rehabilitiert zu werden. In der Realität waren Müller wohl nicht betrügerischer als andere Handwerker. In den städtischen Ständegesellschaften des Mittelalters galten Kinder aus Müllerfamilien meist als nicht zunftwürdig. Seit der Mitte des 16. Jahrhunderts erklärten aber Reichsgesetze der Jahre 1548 und 1577 Müller ausdrücklich als ehrbar und ihre Kinder als zunftwürdig.
Nach der Antriebsart wurden früher „Wassermühlen“ von „Windmühlen“ unterschieden. Windmüller gab es in Mitteldeutschland seit dem 17. Jahrhundert.
In den Mahlmühlen wurden vom Mahlmüller Mehl und Schrot für die Ernährung hergestellt. In den uneigentlichen Mühlen wurde die Wasserkraft zur Bearbeitung verschiedenartiger Materialien benutzt, wie unter anderem in Papiermühlen, Walkmühlen, Lohmühlen, Hammermühlen, Schneidmühlen und Sägemühlen. Die entsprechenden Berufsbezeichnungen, die oft auch als Familiennamen fest geworden sind, lauten Hammermüller, Bretschneider, Oelschläger usw.
Erbmüller saßen als Eigentumsmüller auf einer Mahlmühle bzw. einem Mühlengut. Diese Müller waren, in dörflichen Maßstäben gemessen, schon im 17. Jahrhundert oft ausgesprochen wohlhabend. Da die Mühlen (oft auch mit einem Schneidegang zusätzlich ausgestattet) fast ausschließlich vom Vater auf einen Sohn vererbt wurden, sind bei Erbmüllern Besitzerfolgen in einer Familie über mehrere Jahrhunderte hinweg möglich.
Pachtmüller hingegen waren nur als Pächter auf einer Mühle. Eigentümer dieser Mühle war direkt der Grundherr oder ein Mühlenbesitzer. Gehörte die Mühle einem kurfürstlichen Amt, sprach man vom „Amtsmüller“; einem Adligen, dann z. B. vom „Wolffersdorfischen Müller“; war der Grundherr eine Stadt, dann war deren Pachtmüller der „Ratsmüller“ oder „Stadtmüller“. Die zum Teil in den Archiven überlieferten Pachtverträge wurden nur für wenige Jahre abgeschlossen, und dann entweder erneuert oder die Mühle erhielt derjenige Bewerber, der bereit war, den höchsten Pachtzins zu zahlen. Aus diesem Grunde war es den Pachtmüllern nicht leicht, ein ausreichend großes Vermögen zusammenzubekommen, um selbst Eigentümer einer Mühle zu werden. Die Pachtmüller sind deshalb ein Sonderberuf, dessen genealogische Erforschung oft nur durch großräumige Verkartung möglich ist. In Sachsen waren zwei Drittel aller Pachtmüller Müllerssöhne, der Rest Söhne von Bauern und Handwerkern aus Stadt und Land.
Ein Schneidmüller (auch Brettmüller, Holzmüller oder Brettschneider genannt) war Müller auf einer Wassermühle, deren Antriebsenergie zur Holzverarbeitung verwendet wurde. Typisch für viele Schneidmüller war die Berufsbezeichnung „Müller und Zimmermann“, mit ausgeprägten Heiratsbeziehungen zu den Zimmerleuten und anderen Handwerkern. Im Gebirge war eine Sägemühle für die Bauern oft nur Nebenerwerb im Winter, und die bescheidene wirtschaftliche Situation dieser „Müller“ war nicht mit der von Mahlmüllern und Erbmüllern im Flach- und Hügelland vergleichbar.
Gab es in einem Dorf mehrere Mühlen, so sprach man dann oft vom Obermüller, Mittelmüller oder Untermüller oder verwendete besondere Namen wie „Lerchenmüller“, „Kornmüller“ usw. Manchmal gaben Mühle und Müllersfamilien sich sogar gegenseitig den Namen, z. B. „Ahnertsmühle“ für eine Mühle, die jahrhundertelang von einer Müllersfamilie Ahnert bewirtschaftet worden ist; „Steinmüller“ als Familiennamen für eine Familie, die jahrhundertelang die „Steinmühle“ bewirtschaftet hatte.
Große Mühlen waren wie große Bauerngüter geradezu ein Sinnbild des relativen ländlichen Wohlstands (siehe ländliche Sozialstruktur). In Sachsen waren vom 16. bis 18. Jahrhundert 81 % der Müller Müllerssöhne. In den meisten Fällen übernahm ein Müller einen Betrieb als Eigentumsmüller bzw. als Erbmüller erst nach mehrjähriger Ausbildung, die er teils in fremden Mühlen der näheren Umgebung (bis zu 50 km entfernt, meist jedoch näher), teils in der väterlichen Mühle ableistete. Hatte aber ein Müllerssohn weder Aussicht auf die väterliche noch eine vom Vater gekaufte Mühle, so musste er sich selbst umtun, wollte er nicht für immer Mühlknecht bleiben. Die Stellung eines Pachtmüllers war im Vergleich zum Mühlknecht die nächsthöhere Stufe (siehe auch sozialer Aufstieg). Verfügte der junge Müller über ein gewisses Kapital, sei es aus einer Erbteilung, aus der Mitgift seiner Ehefrau oder aus eigenen Ersparnissen, so konnte er versuchen, selbst eine Mühle zu kaufen. Allerdings dauerte diese Suche oft jahrelang (siehe auch Sonderberufe, Verkartung).
Da die Müllersfamilien mehr Kinder großzogen, als es Mühlen gab, musste ein Teil der Nachkommen in andere Berufe abwandern. So haben landschaftlich bedeutsam Müllersfamilien (wie die Käsmodel und die Landrock im sächsischen Erzgebirge) im selben Gebiet stets auch Namensvettern in anderen Berufen. Will man die Genealogie einer Müllerfamilie klären, so kann dabei eine Hilfe sein, dass Müller beliebte Paten waren, so dass man den eventuell fehlenden Vornamen der Ehefrau in den Pateneintragungen finden kann. Mit Hilfe dieser Pateneintragungen im Kirchenbuch lässt sich oft der Zeitraum für die Anwesenheit einer bestimmten Müllersfamilie in einer Gemeinde genau eingrenzen (siehe auch Toter Punkt (Genealogie)).
Saßen mehrere Müller am gleichen Wasserlauf, so hatte herkömmlich derjenige Müller, der höher hinauf saß (Oberwasser hatte), das Recht, sein Mühlenwehr ungeachtet der tiefer ansässigen Müller nach Belieben zu öffnen oder zu schließen. Da es wegen des Wassers und der Wehre aber oft zu Rechtsstreitigkeiten der Müller untereinander oder mit der Obrigkeit kam, sind die Gerichtsbücher bzw. Gerichtsakten eine ergiebige Quelle über Müller.
Auf Antrag der Niederlande wurde das Handwerk des Müllers an Wind- und Wassermühlen 2016 in die UNESCO-Liste des immateriellen Kulturerbes der Menschheit aufgenommen.
Das Müllerhandwerk wurde im Jahr 2018 vom Niedersächsischen Ministerium für Wissenschaft und Kultur zur Aufnahme in das bundesweite Verzeichnis immateriellen Kulturerbes vorgeschlagen. Im Dezember 2018 wurde die „Handwerksmüllerei in Wind- oder Wassermühlen“ in das „Bundesweite Verzeichnis des Immateriellen Kulturerbes“ der UNESCO aufgenommen.